# Wolsztyn (gmina)
Wolsztyn – gmina miejsko-wiejska w województwie wielkopolskim, w powiecie wolsztyńskim. W latach 1975–1998 gmina położona była w województwie zielonogórskim.
Siedziba gminy to Wolsztyn.
Ludność gminy według spisu ludności i mieszkań 2011 wynosi 30 268 (stan w dniu 31 marca 2011). Natomiast według danych z 31 grudnia 2017 roku gminę zamieszkiwało 30 528 osób.
Według danych z 31 grudnia 2019 roku gminę zamieszkiwało 30 539 osób.
Na terenie gminy funkcjonuje lądowisko Powodowo.

## Struktura powierzchni
Według danych z roku 2002 gmina Wolsztyn ma obszar 249,64 km², w tym:
- użytki rolne: 51%
- użytki leśne: 37%

Gmina stanowi 36,71% powierzchni powiatu.

## Demografia

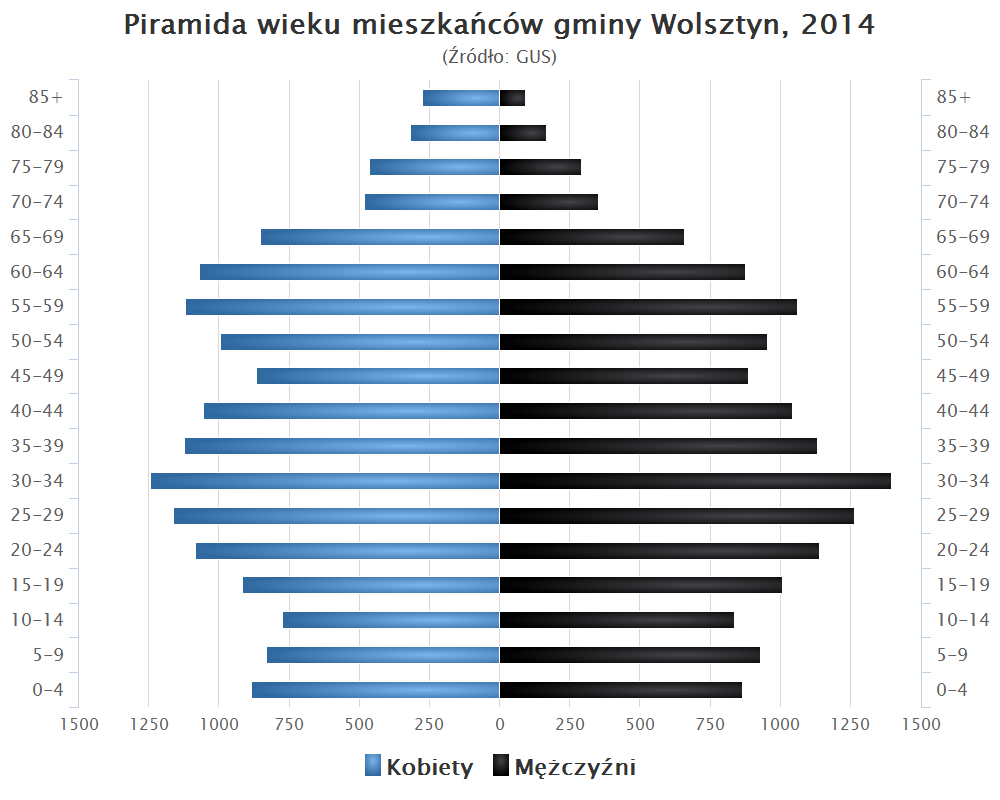
Piramida wieku mieszkańców gminy Wolsztyn w 2014 roku

Dane z 30 czerwca 2004:
| Opis                              | Ogółem | Ogółem | Kobiety | Kobiety | Mężczyźni | Mężczyźni |
| --------------------------------- | ------ | ------ | ------- | ------- | --------- | --------- |
| jednostka                         | osób   | %      | osób    | %       | osób      | %         |
| populacja                         | 29 086 | 100    | 14 789  | 50,8    | 14 297    | 49,2      |
| gęstość zaludnienia (mieszk./km²) | 116,5  | 116,5  | 59,2    | 59,2    | 57,3      | 57,3      |

Największe wsie (31 XII 2019)
| Wsie          | Ludność |
| ------------- | ------- |
| Obra          | 2104    |
| Kębłowo       | 1926    |
| Karpicko      | 1512    |
| Wroniawy      | 1251    |
| Stary Widzim  | 1140    |
| Adamowo       | 1131    |
| Świętno       | 1095    |
| Chorzemin     | 894     |
| Niałek Wielki | 802     |
| Tłoki         | 797     |
| Komorowo      | 696     |
| Nowe Tłoki    | 746     |
| Powodowo      | 508     |

## Sołectwa
Adamowo, Barłożnia Gościeszyńska, Berzyna, Błocko, Chorzemin, Gościeszyn, Karpicko, Kębłowo, Niałek Wielki, Nowa Dąbrowa, Nowa Obra, Nowe Tłoki, Nowy Widzim, Obra, Powodowo, Rudno, Stara Dąbrowa, Stary Widzim, Stradyń, Świętno, Tłoki, Wilcze, Wroniawy

## Miejscowości niesołeckie
Barłożnia Wolsztyńska, Borki, Kębłowo (osada leśna), Kębłowo (zniesiona osada leśna), Krutla, Krzyż, Nowy Młyn, Rudno (zniesiona osada leśna), Sarny (zniesiona osada leśna), Stara Dąbrowa (zniesiona osada leśna), Winnica, Wola Dąbrowiecka, Zacisze (zniesiona osada leśna), Zdrogowo.

## Sąsiednie gminy
Kargowa, Kolsko, Przemęt, Rakoniewice, Siedlec, Sława